# Celebesspecht
Der Celebesspecht (Mulleripicus fulvus) ist eine Vogelart aus der Familie der Spechte (Picidae). Diese große Spechtart ist ein Endemit Indonesiens und kommt dort auf Sulawesi und einer Reihe vorgelagerter Inseln vor. Sie ist an geschlossene und dichte tropische Wälder gebunden. Die Nahrung besteht, soweit bekannt, aus Termiten und Raupen. Die Art gilt als nicht selten, der Bestand ist offenbar stabil. Der Celebesspecht wird von der IUCN daher als  (=least concern – nicht gefährdet) eingestuft.

## Beschreibung
Celebesspechte sind große und insgesamt recht dunkel und wenig kontrastreich gefärbte Spechte mit auffallend langem und dünnen Hals, recht kleinem Kopf und einem langen und steifen Schwanz, der zur Spitze hin leicht nach vorn gebogen ist. Der Schnabel ist lang, leicht meißelförmig zugespitzt und an der Basis schmal. Die Nasenlöcher sind befiedert. Der Schnabelfirst ist nach unten gebogen. Die Körperlänge beträgt etwa 40 cm, die Art liegt damit in der Größe zwischen Grünspecht und Schwarzspecht. Angaben zum Gewicht gibt es nicht.
Die Art zeigt hinsichtlich der Färbung einen deutlichen Geschlechtsdimorphismus. Bei Männchen der Nominatform ist die gesamte Oberseite einschließlich Oberflügeln und Schwanzoberseite dunkel graubraun bis schieferschwarz; die Oberschwanzdecken sind etwas heller, die Oberflügel etwas dunkler als die übrige Oberseite. Die Unterseite des Rumpfes ist ab der Kehle intensiv beigebraun bis cremig gelblich braun, auf der Brust mehr grau und an den Flanken häufig leicht verwaschen gelblich grau. Die Unterflügel sind blass braungrau bis ziemlich dunkelgrau, der Unterschwanz ist gelblich verwaschen blassbraun bis grau.
Schnabelgrund, Stirn, Bartstreif, vorderer und mittlerer Oberkopf und die Gesichtsseiten sind nach hinten meist etwa bis zur Vorderkante der Ohrdecken dunkelrot, die Ausdehnung der Rotfärbung auf Oberkopf und Gesichtsseiten ist jedoch variabel. Hinterkopf und Nacken sind auf dunkelgrauem Grund, Kinn, Kehle und Vorderhals auf heller graubeigen Grund fein weißlich gepunktet.
Der Schnabel ist schwarz, Beine und Zehen sind grünlich grau und zeigen manchmal einen bläulichen Ton. Die Iris ist blassgelb, der Augenring grau.
Weibchen fehlen die roten Partien am Kopf, diese Bereiche sind dunkelgrau und außer auf der Stirn ebenfalls fein hell gepunktet.

## Lautäußerungen
Die Art ruft nicht sehr laut und die Rufe klingen oft gedämpft. Beschrieben ist eine lachende, schnelle Rufreihe wie „hiuh-hiuh-hiuh-hiuh-hiuh-hiuh-hiuh“. Celebesspechte trommeln in der Brutzeit sehr intensiv.

## Verbreitung und Lebensraum
Diese Spechtart ist ein Endemit Indonesiens und kommt dort auf Sulawesi und einer Reihe vorgelagerter Inseln und Inselgruppen vor. Die Verbreitung auf Sulawesi ist lückenhaft, die Größe des Gesamtverbreitungsgebietes ist nicht bekannt. Die Art ist an geschlossene und dichte tropische Wälder gebunden und wird selten in der Nähe menschlicher Siedlungen beobachtet. Die Höhenverbreitung reicht auf Sulawesi von den Niederungen bis in 2200 m.

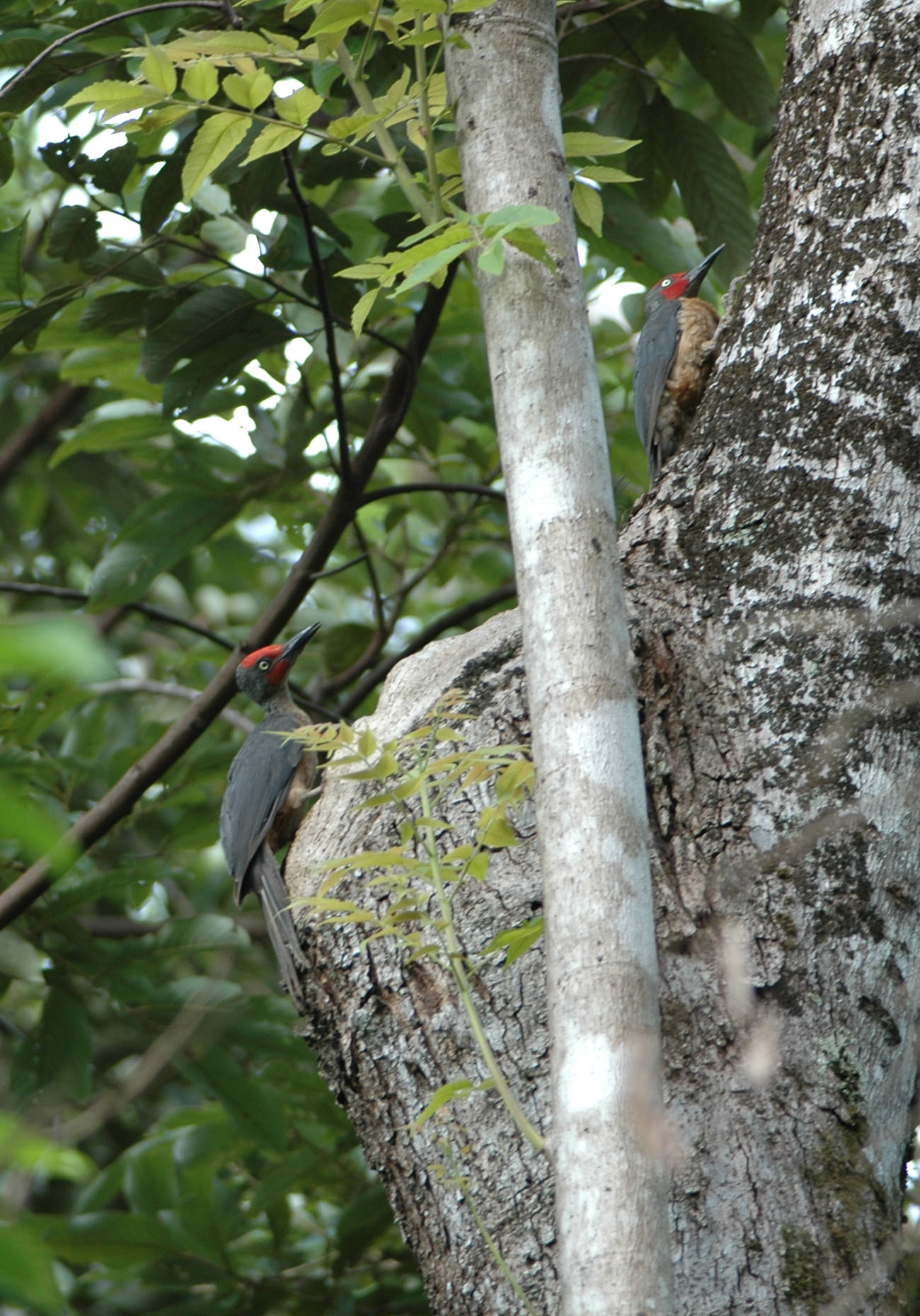
Zwei männliche Celebesspechte der Nominatform im Schutzgebiet Tangkoko Duasaudara im Nordosten von Sulawesi

## Systematik
Es werden zwei Unterarten anerkannt:
- Mulleripicus fulvus fulvus  (Quoy & Gaimard, 1830); nördlicher Teil Sulawesis.
- Mulleripicus fulvus wallacei Tweeddale 1877; Südteil Sulawesis. Etwas langflügeliger und langschwänziger als die Nominatform mit kürzerem Schnabel, insgesamt geringfügig heller, aber Schwanz mehr schwarz. Die rote Kopffärbung des Männchens ist leuchtender und nach hinten meist ausgedehnter, sie reicht bis zum oberen Nacken und bis zu den hinteren Ohrdecken.

## Lebensweise
Angaben zur Lebensweise liegen bisher kaum vor. Die Art ist offenbar weitgehend an Bäume gebunden und sucht vor allem an Totholz nach Nahrung, möglicherweise aber zumindest gelegentlich auch auf dem Boden. Die Nahrung besteht, soweit bekannt, aus Termiten und Raupen.
Celebesspechte werden in Paaren oder Familiengruppen mit bis zu fünf Individuen angetroffen. Trommelaktivitäten und untersuchte Totfunde deuten auf eine Brutzeit zwischen März und August hin. Die Höhlen werden in toten Bäumen angelegt, das Gelege besteht aus zwei bis drei Eiern. Weitere Angaben zur Brutbiologie liegen bisher nicht vor.

## Bestand und Gefährdung
Angaben zur Bestandsgröße gibt es nicht, die Art gilt jedoch als nicht selten und der Bestand ist offenbar stabil. Der Celebesspecht wird von der IUCN daher als ungefährdet („least concern“) eingestuft.